# Dick Dale
Dick Dale (* jako Richard Anthony Monsour; 4. května 1937, Boston, Massachusetts, USA – 16. března 2019) byl americký surf rockový kytarista, často přezdívaný The King of the Surf Guitar. V roce 2011 byl uveden do Surfing Walk of Fame. Mezi jeho nejznámější písně patří Misirlou, známá například z filmu Pulp Fiction. Jeho píseň byla použita ve videohře Guitar Hero II.

## Diskografie

### Studiová alba
- Surfers' Choice (1962)
- King of the Surf Guitar (1963)
- Checkered Flag (1963)
- Mr. Eliminator (1964)
- Summer Surf (1964)
- Tribal Thunder (1993)
- Unknown Territory (1994)
- Calling Up Spirits (1996)
- Spacial Disorientation (2001)